# Mamertino (retor)
Mamertino (em latim: Mamertinus) foi um retor galo-romano do final do século III. Possivelmente era nativo de Augusta dos Tréveros (atual Tréveris, na Alemanha). É conhecido como autor de dois panegíricos dedicados ao imperador Maximiano (r. 285-308; 310), o primeiro deles recitado em Augusta dos Tréveros em 21 de abril de 289 e o segundo, provavelmente também em Augusta dos Tréveros, em 291, mais precisamente 21 de julho, data do aniversário de Maximiano. Os autores da Prosopografia sugerem que fosse pai ou avô de Cláudio Mamertino.